# Proctocolitis
Proctocolitis is de medische term voor een ontsteking van de endeldarm en de dikke darm.

## Symptomen
Symptomen geassocieerd met proctocolitis zijn:
- Perianaal abces
- bloed, pus of slijm uit het rectum
- constipatie of diarree
- pijn in de onderbuik of linksonder
  - bij pancolitis kan de pijn ook rechtsonder optreden
- vals gevoel van aandrang (tenesmus)

## Oorzaken
Proctocolitis heeft verscheidene oorzaken. Er kan sprake zijn van een infectie veroorzaakt door onder andere Chlamydia trachomatis, de Helicobacter pylori en gonorroe. Soms ligt de oorzaak in een verstoorde doorbloeding (ischemische colitis) of is het onderdeel van een inflammatoire darmziekte (ziekte van Crohn of colitis ulcerosa).

## Diagnose
De diagnose kan vaak gesteld worden met een proctoscopie.

## Behandeling
In geval van een infectieuze oorzaak kan antibiotica worden voorgeschreven (ceftriaxon of doxycycline). Bij een inflammatoire darmziekte worden vaak medicijnen voorgeschreven die het immuunsysteem onderdrukken.